# Campeonato Europeo de Lucha de 2016
El LXVII Campeonato Europeo de Lucha se celebró en Riga (Letonia) entre el 8 y el 13 de marzo de 2016 bajo la organización de la Federación Internacional de Luchas Asociadas (FILA) y la Federación Letona de Lucha.
Las competiciones se realizaron en la Arena Riga de la capital letona.

## Resultados

### Lucha grecorromana masculina
| Evento         | Oro                        | Plata                         | Bronce                                                  |
| -------------- | -------------------------- | ----------------------------- | ------------------------------------------------------- |
| 59 kg (12.03)  | Minguiyan Semionov · Rusia | Roman Amoyan Armenia          | Donior Islamov · Moldavia · Dmytro Tsymbaliuk · Ucrania |
| 66 kg (12.03)  | Islam-Beka Albiyev · Rusia | Davor Štefanek Serbia         | Kamran Məmmədov Azerbaiyán Shmagui Bolkvadze Georgia    |
| 71 kg (13.03)  | Varsham Boranian Armenia   | Aleksandar Maksimović Serbia  | Həsən Əliyev · Azerbaiyán · Bálint Korpási · Hungría    |
| 75 kg (13.03)  | Zurab Datunashvili Georgia | Viktor Nemeš Serbia           | László Szabó · Hungría · Karapet Chalian · Armenia      |
| 80 kg (13.03)  | Pascal Eisele · Alemania   | Edgar Babayan · Polonia       | Aslan Atem Turquía Daniel Alexandrov Bulgaria           |
| 85 kg (13.03)  | Zhan Beleniuk · Ucrania    | Robert Kobliashvili Georgia   | Denis Kudla · Alemania · Tadeusz Michalik · Polonia     |
| 98 kg (12.03)  | Nikita Melnikov · Rusia    | Artur Alexanian Armenia       | Cenk İldem · Turquía · Aliaxandr Hrabovik · Bielorrusia |
| 130 kg (12.03) | Rıza Kayaalp Turquía       | Olexandr Chernetsky · Ucrania | Johan Eurén · Suecia · Iosif Chugoshvili · Bielorrusia  |

### Lucha libre masculina
| Evento         | Oro                             | Plata                         | Bronce                                                    |
| -------------- | ------------------------------- | ----------------------------- | --------------------------------------------------------- |
| 57 kg (08.03)  | Gadzhimurad Rashidov · Rusia    | Andri Yatsenko · Ucrania      | Andrei Dukov · Rumania · Gueorgui Vanguelov · Bulgaria    |
| 61 kg (10.03)  | Vladimer Jinchegashvili Georgia | Heorhi Kaliyeu · Bielorrusia  | Ivan Guidea · Rumania · Hacı Əliyev · Azerbaiyán          |
| 65 kg (09.03)  | Frank Chamizo · Italia          | Mustafa Kaya Turquía          | Israil Kasumov · Rusia · Semen Radulov · Ucrania          |
| 70 kg (11.03)  | Magomedmurad Gadżijew · Polonia | Davit Tlashadze Georgia       | Nikolai Kurtev · Bulgaria · Azamat Nurykau · Bielorrusia  |
| 74 kg (10.03)  | Soner Demirtaş Turquía          | Cəbrayıl Həsənov Azerbaiyán   | Iakob Makarashvili · Georgia · Zaur Mankiyev · Rusia      |
| 86 kg (08.03)  | Shamil Kudiyamagomedov · Rusia  | Aleksandr Qostiyev Azerbaiyán | Dato Marsaguishvili · Georgia · Ibrahim Aldatov · Ucrania |
| 97 kg (09.03)  | Anzor Boltukayev · Rusia        | Ivan Yankouski · Bielorrusia  | Erik Thiele · Alemania · Elizbar Odikadze · Georgia       |
| 125 kg (11.03) | Gueno Petriashvili Georgia      | Robert Baran · Polonia        | Alexei Nikolayev · Bielorrusia · Alen Zasieyev · Ucrania  |

### Lucha libre femenina
| Evento        | Oro                           | Plata                          | Bronce                                                      |
| ------------- | ----------------------------- | ------------------------------ | ----------------------------------------------------------- |
| 48 kg (08.03) | Mariya Stadnik Azerbaiyán     | Emilia Vuc · Rumania           | Maryna Markevich · Bielorrusia · Elitsa Yankova · Bulgaria  |
| 53 kg (09.03) | Sofia Mattsson · Suecia       | Iryna Kurachkina · Bielorrusia | Yuliya Blahinia · Ucrania · Nina Hemmer · Alemania          |
| 55 kg (10.03) | Irina Ologonova · Rusia       | Tetiana Kit · Ucrania          | Ramóna Galambos · Hungría · Roksana Zasina · Polonia        |
| 58 kg (11.03) | Nataliya Sinişin Azerbaiyán   | Grace Bullen · Noruega         | Hanna Vasylenko · Ucrania · Mimi Jristova · Bulgaria        |
| 60 kg (09.03) | Petra Olli · Finlandia        | Oxana Herhel · Ucrania         | Yuliya Ratkeviç · Azerbaiyán · Yuliya Prontsevitch · Rusia  |
| 63 kg (08.03) | Anastasija Grigorjeva Letonia | Yuliya Tkach · Ucrania         | Marianna Sastin · Hungría · Inna Trazhukova · Rusia         |
| 69 kg (11.03) | Maryia Mamashuk · Bielorrusia | Ilana Kratysh Israel           | Buse Tosun · Turquía · Alina Stadnyk · Ucrania              |
| 75 kg (10.03) | Yasemin Adar Turquía          | Aliona Starodubtseva · Rusia   | Vasilisa Marzaliuk · Bielorrusia · Ala Cherkasova · Ucrania |

## Medallero
| Núm. | País        | Oro | Plata | Bronce | Total |
| ---- | ----------- | --- | ----- | ------ | ----- |
| 1    | Rusia       | 7   | 1     | 4      | 12    |
| 2    | Georgia     | 3   | 2     | 4      | 9     |
| 3    | Turquía     | 3   | 1     | 3      | 7     |
| 4    | Azerbaiyán  | 2   | 2     | 4      | 8     |
| 5    | Ucrania     | 1   | 5     | 8      | 14    |
| 6    | Bielorrusia | 1   | 3     | 6      | 10    |
| 7    | Polonia     | 1   | 2     | 2      | 5     |
| 8    | Armenia     | 1   | 2     | 1      | 4     |
| 9    | Alemania    | 1   | 0     | 3      | 4     |
| 10   | Suecia      | 1   | 0     | 1      | 2     |
| 11   | Finlandia   | 1   | 0     | 0      | 1     |
| 11   | Italia      | 1   | 0     | 0      | 1     |
| 11   | Letonia     | 1   | 0     | 0      | 1     |
| 14   | Serbia      | 0   | 3     | 0      | 3     |
| 15   | Rumania     | 0   | 1     | 2      | 3     |
| 16   | Israel      | 0   | 1     | 0      | 1     |
| 16   | Noruega     | 0   | 1     | 0      | 1     |
| 18   | Bulgaria    | 0   | 0     | 5      | 5     |
| 19   | Hungría     | 0   | 0     | 4      | 4     |
| 20   | Moldavia    | 0   | 0     | 1      | 1     |
|      | TOTAL       | 24  | 24    | 48     | 96    |